# CG Большой Медведицы
CG Большой Медведицы (лат. CG Ursae Majoris), HD 80390 — одиночная переменная звезда в созвездии Большой Медведицы на расстоянии приблизительно 895 световых лет (около 275 парсеков) от Солнца. Видимая звёздная величина звезды — от +5,95m до +5,47m.

## Характеристики
CG Большой Медведицы — красный гигант, пульсирующая медленная неправильная переменная звезда (LB) спектрального класса M4IIIa. Эффективная температура — около 3205 К.